# Vaux (Mosela)
 Vaux  es una población y comuna francesa, en la región de Lorena, departamento de Mosela, en el distrito de Metz-Campagne y cantón de Ars-sur-Moselle.

## Demografía
| 551 | 594 | 667 | 763 | 784 | 853 |
| Para los censos de 1962 a 1999 la población legal corresponde a la población sin duplicidades (Fuente: INSEE [Consultar]) |     |     |     |     |     |